# Kampuchea hösten 1979
Kampuchea hösten 1979 är en bok av Jan Myrdal utgiven som en Pan-bok av Norstedts 1979. Boken föddes ur de resor Jan Myrdal gjorde, för bland andra Svenska Dagbladet, i Demokratiska Kampuchea där han dokumenterade gerillasoldaternas kamp mot invaderande styrkor under Vietnams invasion av landet. Boken klassas som hörande till samma slag av böcker som exempelvis En annan ordning och hans Skriftställningar. Författaren stod också för fotografierna i boken. 